# ديريك براون (لاعب كرة سلة مواليد 1987)
ديريك براون (بالإنجليزية: Derrick Brown)‏ مواليد 8 سبتمبر 1987 في أوكلاند، هو لاعب كرة سلة أمريكي بدأ مسيرته الاحترافية في سنة 2009 حيث تم اختياره من قبل فريق شارلوت هورنتس خلال الدرافت، ويحمل الرقم 5. يبلغ طوله 6 قدم 8 بوصة (2.0 م).

## فرق لعب لها
- شارلوت هورنتس
- نيويورك نيكس
- لوكوموتيف كوبان

## إحصائيات المسيرة

### الرابطة الوطنية لكرة السلة

#### الموسم الاعتيادي
| السنة   | الفريق        | لعب | بدأ | دقيقة | ميداني% | ثلاثية | حرة  | ارتداد | صنع | استلاب | تصدي | نقطة |
| ------- | ------------- | --- | --- | ----- | ------- | ------ | ---- | ------ | --- | ------ | ---- | ---- |
| 2009–10 | شارلوت هورنتس | 57  | 0   | 9.4   | .463    | .286   | .667 | 1.4    | .3  | .4     | .2   | 3.3  |
| 2010–11 | شارلوت هورنتس | 41  | 1   | 11.9  | .549    | .333   | .532 | 2.0    | .7  | .4     | .2   | 3.7  |
| 2010–11 | نيويورك نيكس  | 8   | 0   | 11.0  | .667    | .750   | .538 | 1.9    | .5  | .5     | .3   | 4.3  |
| 2011–12 | شارلوت هورنتس | 65  | 17  | 22.2  | .518    | .250   | .667 | 3.6    | 1.0 | .7     | .2   | 8.1  |
| المسيرة |               | 171 | 18  | 14.9  | .515    | .317   | .637 | 2.4    | .7  | .5     | .2   | 5.2  |

#### التصفيات
| السنة   | الفريق        | لعب | بدأ | دقيقة | ميداني% | ثلاثية | حرة  | ارتداد | صنع | استلاب | تصدي | نقطة |
| ------- | ------------- | --- | --- | ----- | ------- | ------ | ---- | ------ | --- | ------ | ---- | ---- |
| 2010    | شارلوت هورنتس | 2   | 0   | .5    | 1.000   | .000   | .000 | .0     | .0  | .0     | .0   | 1.0  |
| المسيرة |               | 2   | 0   | .5    | 1.000   | .000   | .000 | .0     | .0  | .0     | .0   | 1.0  |

## روابط خارجية
- ديريك براون على موقع الدوري الأوروبي لكرة السلة (الإنجليزية)
- ديريك براون على موقع إن بي أي (الإنجليزية)
- ديريك براون على موقع سبورتس رفرنس (الإنجليزية)
- ديريك براون على موقع كرة السلة الأوروبية.كوم (الإنجليزية)
- ديريك براون على موقع DraftExpress.com (الإنجليزية)
- ديريك براون على موقع كلية كرة السلة في سبورتس رفرنس.كوم (الإنجليزية)
- ديريك براون على موقع ريلجم (الإنجليزية)
- ديريك براون على موقع بروبوليرز (الإنجليزية)
- ديريك براون على موقع سبورتس رفرنس (الإنجليزية)